# Oliver Law

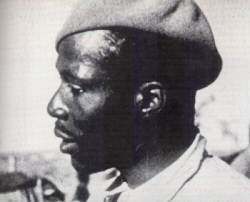
Oliver Law

Oliver Law (Texas, 23 ottobre 1900 – Villaviciosa de Odón, 9 luglio 1937) è stato un sindacalista statunitense, comunista e attivista sociale; ha combattuto nella Brigata Abraham Lincoln durante la Guerra Civile Spagnola.

## Biografia
Di origini texane, ha servito nell'esercito durante la prima guerra mondiale, per poi trasferirsi a Chicago, dove ha svolto diversi lavori. Durante la Grande depressione, nel 1929, si unì al Partito Comunista, divenendone un attivista di spicco, tanto da guidare le manifestazioni contro l'occupazione italiana dell'Etiopia.
Nel 1936 partì con una compagnia di mitraglieri, unendosi alla Brigata Abraham Lincoln, un'unità di volontari che combatté nel Fronte Popolare durante la Guerra Civile Spagnola. Law giunse in Spagna nel gennaio del 1937 per il rendez-vous con le altre brigate internazionali ad Albacete.
Dopo il fallito tentativo di conquista di Madrid, il generale Francisco Franco diede l'ordine di bloccare le strade che collegavano la città con il resto della Spagna Repubblicana. L'11 febbraio 1937 40,000 Nazionalisti (inclusi alcuni dell'Esercito d'Africa) sbarrarono il fiume Jarama. Il Generale Josè Miaja inviò tre brigate internazionali nella valle di Jarama per bloccare l'avanzata. Law prima vide l'azione il 27 febbraio, poche settimane dopo divenne il comandante del battaglione. Secondo alcuni questa fu la prima volta che un afroamericano sia giunto al comando di truppe composte da bianchi, ma non è esatto: saltuariamente soldati bianchi furono agli ordini di ufficiali neri nell'esercito regolare e nella guardia costiera.
Il 6 luglio il Fronte Popolare lanciò una grande offensiva nel tentativo di interrompere la minaccia a Madrid. Il generale Vicente Rojo Lluch inviò l'esercito repubblicano a Brunete, sfidando il controllo nazionalista dei passaggi alla capitale. Gli 80,000 soldati repubblicani fecero subito grandi progressi, ma vennero poi bloccati dallo spiegamento delle riserve di Franco.
Durante i combattimenti estivi, le Brigate Internazionali subirono gravi perdite. Oliver Law venne ucciso il 9 luglio mentre comandava i suoi uomini in un attacco contro la Mosquito Ridge.
| Controllo di autorità | VIAF (EN) 8794154983564467860006 · LCCN (EN) no2019017943 |